# Budai nyúlfarkfű
A  budai nyúlfarkfű (Sesleria sadleriana) a perjeformák (Pooideae) nyúlfarkfű (Sesleria) nemzetségének egyik, a Kárpát-medence középső részén endemikus faja. Nevét Sadler József botanikusról kapta.

## Származása, élőhelye
Jégkorszaki reliktum növény. Valamennyi termőhelye:
- Pilis,
- Budai-hegység,
- Naszály

a Dunakanyarban van. Jelentős állományát védik a Budai Sas-hegy Természetvédelmi Területen.

## Megjelenése, felépítése
20–40 cm magas növény. Tőlevelei aránylag merevek, kb 3 mm szélesek, világos középérrel és szegéllyel.
A buga 2–3 cm hosszú, eleinte fénylő sötét acélkék színű.
A toklász kb 4 mm hosszú, csúcsának középső szálkája legfeljebb ennek a harmada.
Az erdélyi nyúlfarkfű, valamint a magyar nyúlfarkfűtől leginkább a toklász csúcsának rövidebb szálkája alapján különböztethető meg.
A tarka nyúlfarkfűtől pedig merevebb levelei és hosszabb acélkék bugája alapján különbözik.

## Életmódja, élőhelye
Mészkedvelő; jellemzően a dolomit sziklagyepek növénye. Alkalmazkodott a melegebb éghajlathoz, de így is jellemezően az északra néző mészkő-, illetve dolomitlejtőkön él. A budai nyúlfarkfüves dolomitsziklagyep (Seslerietum sadlerianae) növénytársulás társulásképző, névadó faja. Alárendelt jelentőségű a zárt dolomitsziklagyepekben (Festuco pallenti – Brometum pannonici).
Márciustól májusig virágzik.